# Омакатль
Омакатль (исп. Omacatl) — «Две тростинки». Ацтекский бог праздников и удовольствий. Изображался в виде человека в чёрно-белой раскраске, сидящего на корточках и украшенного бумажной короной и плащом с цветочной каймой; в руках держал жезл. «У идола Омакатля имелась в районе живота полость, которую набивали едой». Во время праздников поедали фигурки Омакатля, сделанные из маисового теста.
Омакатль считался одним из аспектов Тескатлипоки, либо Титлакауана. Считался также братом Кетцалькоатля.